# 皇甫轨
皇甫轨（？—418年），安定郡朝那县（今宁夏回族自治区固原市彭阳县）人，北燕官员。 

## 生平
北燕太平十年（418年）五月，魏明元帝拓跋嗣东巡到濡源及甘松，派遣征东将军长孙道生、安东将军李先、给事黄门侍郎奚观率领精锐骑兵两万袭击北燕，又命令骁骑将军延普、幽州刺史尉诺从幽州率领部队进攻辽西，作为主力部队的策应。长孙道生等人攻克乙连城，又进攻和龙，与北燕的单于右辅古泥交战，古泥战败，燕文成帝冯跋又派遣将军姚昭、皇甫轨等人抵御魏军，燕军战败，皇甫轨中流箭而死。